# Irma Sèthe
Irma Sèthe (Bruxelas, 12 de Abril de 1876 — Nova Iorque, 12 de Maio de 1958) foi uma famosa violinista e pedagogista de origem belga, que se destacou como professora em Berlim.

## Biografia
Nascida em Bruxelas em 1876, ela tinha duas irmãs mais velhas e um irmão mais novo. Aos cinco anos iniciou seu aprendizado com Ottomar Jokisch e continuou as aulas de violino com o músico alemão August Wilhelmj.
Em 1890 foi admitida no Conservatório Real de Bruxelas. Entre seus amigos na época estavam Guillaume Lekeu e Mathieu Crickboom, com quem se apresentou em concerto. Em 1894, seu relacionamento sentimental com Eugène Ysaÿe terminou.
A partir de 1898 ela se estabeleceu em Berlim com seu marido, o filósofo Samuel Saenger, e tocou com a Orquestra Filarmônica de Berlim. Tiveram duas filhas: Isabel e Madalena.
Irma Sèthe parou de se apresentar em público no início da Primeira Guerra Mundial e em 1939 eles deixaram a Europa, chegando a Nova York em 26 de março de 1941, onde já morava sua filha mais nova.
Após a morte do marido em 1944, Irma Sèthe caiu em depressão, afundando na loucura. Hospedada por sua filha mais velha, Elisabeth, em Nova York, ela morreu em 1958, aos 82 anos, deixando entre seus objetos pessoais o meio violino que usava quando menina, que entrou para o acervo da Biblioteca Real da Bélgica em junho de 2022.

## Bibliografía
- Volker Timmermann, Saenger-Sethe, Irma, Sophie Drinker Institut für muzikwissenschaftliche Frauen-und Geschlechterforschung, 2016
- Silke Wenzel, Irma Saenger-Sethe, Musik und Gender im Internet, 2017
- Marie Cornaz, À la redécouverte d'Eugène Ysaÿe, Turnhout, Brepols, 2019 (pp. 60-92, 286, 310)